# 주벨리즈 중화민국 대사관

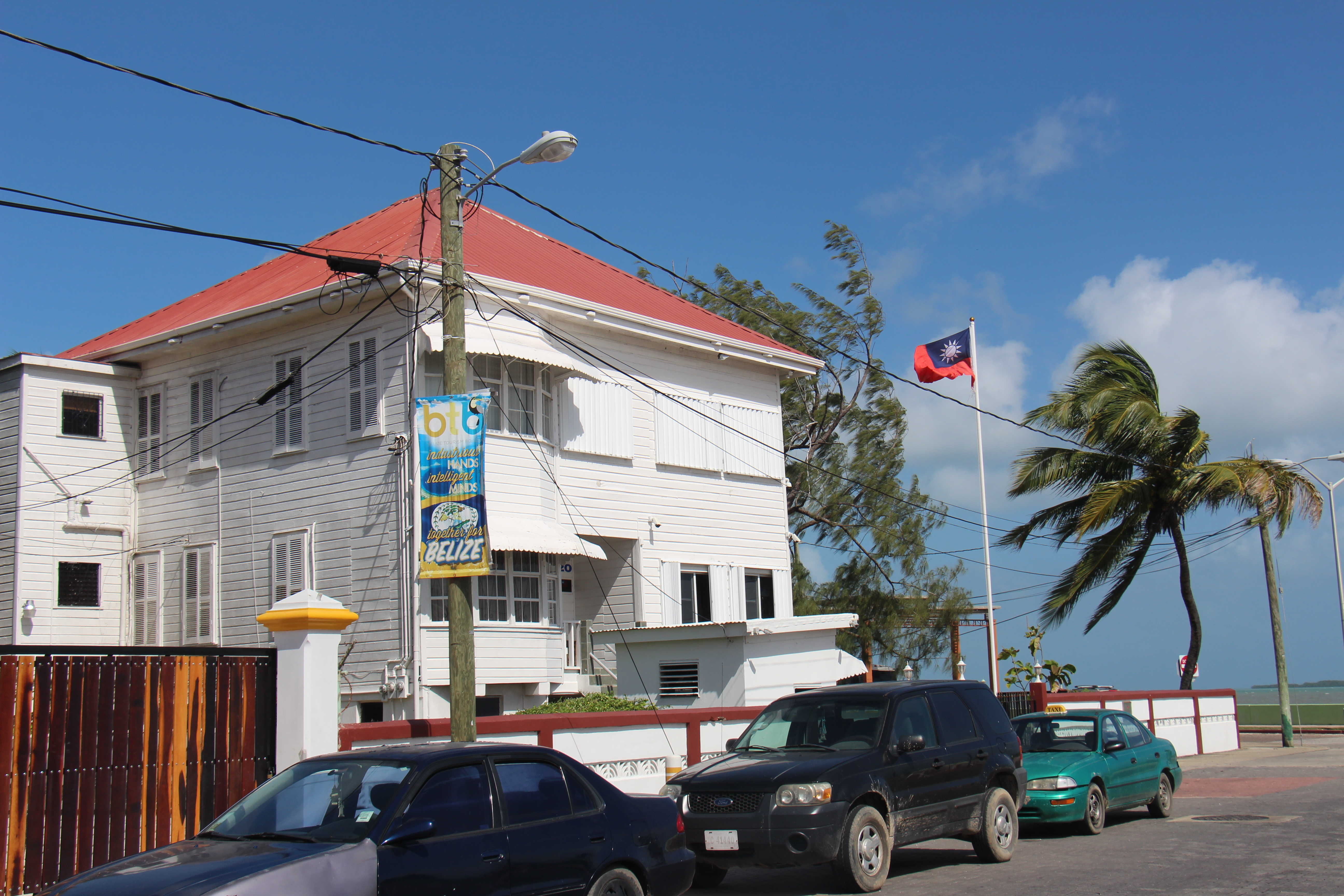
주벨리즈 중화민국 대사관

주벨리즈 중화민국 대사관 (中華民國駐貝里斯大使館, Embassy of the Republic of China (Taiwan) in Belize)은 중화민국이 벨리즈의 구 수도이자 최대도시인 벨리즈시티에 설치한 대사관이다. 1989년 10월 13일에 양국간의 외교관계가 수립되고난 후인 1989년 10월 25일에 개설되었다.

## 주소
No.1, Taiwan Street, Belize City

## 대사
2018년 11월 12일 천리궈(陳立國)가 벨리즈 총독에게 신임장을 제정한 후 주벨리즈 중화민국 특명전권대사로 근무하고 있다.

## 같이 보기
- 중화민국 외교부